# Saint-Pierre-de-Buzet
Saint-Pierre-de-Buzet är en kommun i departementet Lot-et-Garonne i regionen Nouvelle-Aquitaine i sydvästra Frankrike. Kommunen ligger i kantonen Damazan som tillhör arrondissementet Nérac. År 2022 hade Saint-Pierre-de-Buzet 276 invånare.

## Befolkningsutveckling
Antalet invånare i kommunen Saint-Pierre-de-Buzet
| Referens: INSEE |